# Danil Babaev
Danil Babaev (26 de agosto de 1988) es un deportista kirguís que compitió en judo. Ganó una medalla de bronce en el Campeonato Asiático de Judo de 2007 en la categoría de –90 kg.

## Palmarés internacional
| Campeonato Asiático | Campeonato Asiático | Campeonato Asiático | Campeonato Asiático |
| Año                 | Lugar               | Medalla             | Categoría           |
| ------------------- | ------------------- | ------------------- | ------------------- |
| 2007                | Kuwait (Kuwait)     | Medalla de bronce   | –90 kg              |